# لوکاس (آیووا)
لوکاس (به انگلیسی: Lucas) شهری در ایالت آیووا کشور ایالات متحده آمریکا است که جمعیت آن در سرشماری سال ۲۰۱۰ میلادی، ۲۱۶ نفر بوده‌است.